# Maarten ’t Hart

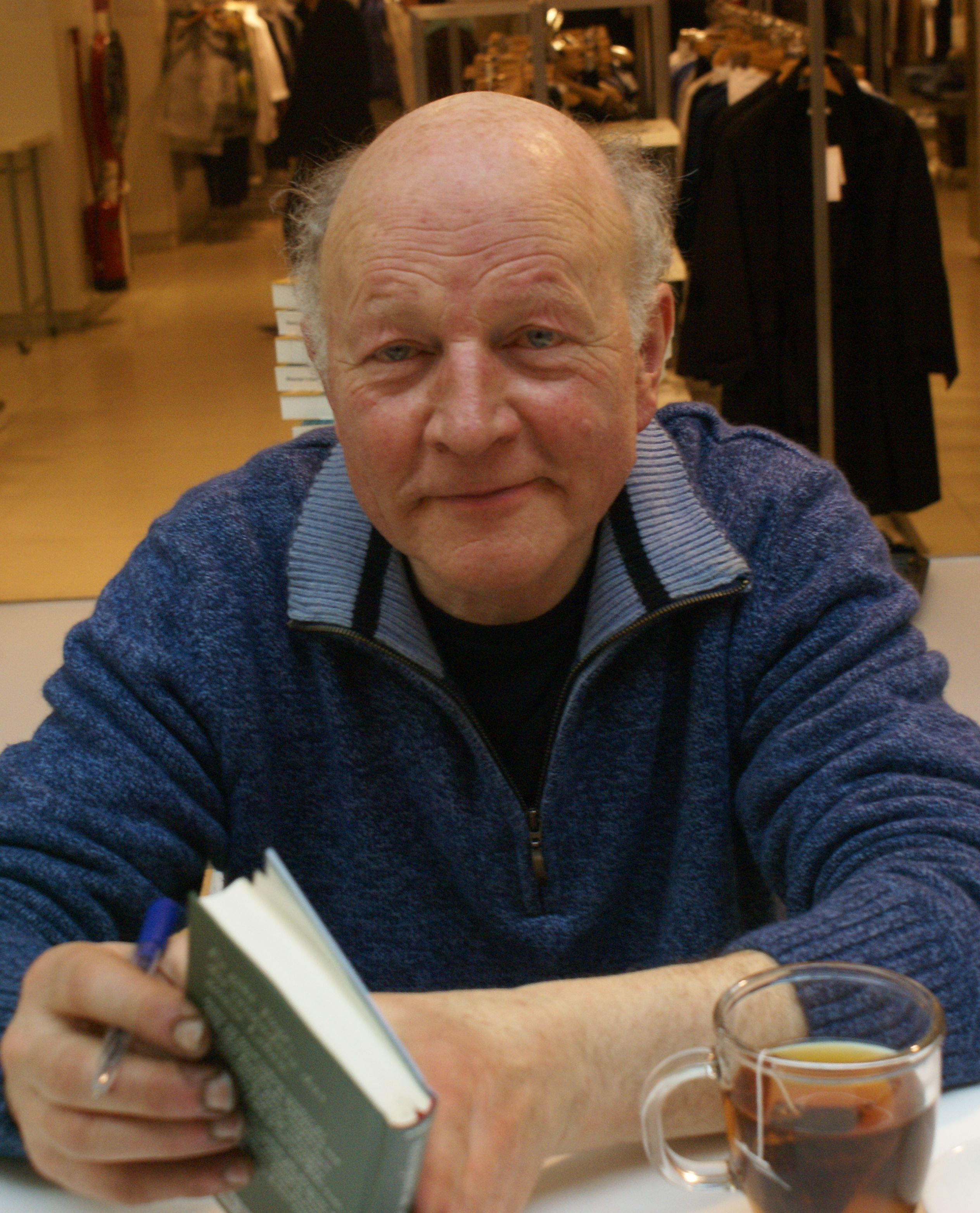
Maarten ’t Hart (2011)

Maarten ’t Hart (* 25. November 1944 in Maassluis) ist ein niederländischer Schriftsteller.

## Leben
Maarten ’t Hart wurde als ältester Sohn des Totengräbers Paulus ’t Hart und dessen Ehefrau Magdalena van den Giessen geboren. Er wuchs in einer von strengem Calvinismus geprägten Umgebung auf und hegte bereits als Kind ein Interesse für Bücher. Von 1962 bis 1968 studierte er an der Universität Leiden Biologie mit dem Schwerpunkt Verhaltensforschung. 1973 veröffentlichte er eine Studie über das Verhalten von Ratten. Seine Doktorarbeit schrieb er über das Verhalten von Dreistachligen Stichlingen. ’t Hart arbeitete von 1970 bis 1987 an der Universität Leiden als Dozent für Verhaltensbiologie. 
1971 debütierte ’t Hart als Schriftsteller – zunächst noch unter dem Namen Martin Hart – mit dem Roman Stenen voor een ransuil. Er wurde von den Literaturkritikern gelobt, fand jedoch damals noch wenig Zuspruch bei den Buchkunden. Ebenso geschah es bei seinem zweiten Roman, Ik had een wapenbroeder. Sein literarischer Durchbruch war sein erster Erzählungsband Het vrome volk („Das fromme Volk“). Dafür erhielt er 1975 den Multatuli-Preis. Seinen ersten Romanerfolg erzielte er 1978 mit Een vlucht regenwulpen (dt. „Ein Schwarm Regenbrachvögel“). Er schrieb das Buch, in das seine Jugenderinnerungen einflossen, Anfang der 1970er Jahre, wartete jedoch mit dessen Veröffentlichung. Binnen eines Jahres wurden in den Niederlanden mehr als 100.000 Exemplare verkauft, 1981 wurde das Buch verfilmt.
’t Hart steht in der Tradition der realistischen Literatur des 19. Jahrhunderts. Ihn interessieren weniger die Strukturfeinheiten des modernen Romans als die genaue und atmosphärisch dichte Beschreibung der ihm vertrauten Landschaft und der Menschen seiner Heimat. Viel von seinem Werk enthält autobiographische Elemente, seine Bücher sind überwiegend aus der Ich-Perspektive geschrieben. Ein wiederkehrendes Thema seines Werkes ist der Calvinismus. Einerseits löste sich ’t Hart am Ende seiner Studentenzeit davon und wurde überzeugter Atheist, andererseits bewahrt er damit verbundene Eindrücke wie die Erfahrung der Geborgenheit und die tiefe Wirkung der Kirchenmusik, zumal des Orgelspiels. Weitere Leitmotive seiner Romane, Erzählungen und Essays sind die klassische Musik (vor allem Johann Sebastian Bach), die unglückliche Liebe und die Natur.
Maarten ’t Hart gehört zu den beliebtesten Autoren der Niederlande. Seine Bücher wurden in viele Sprachen, u. a. ins Deutsche, Englische und Schwedische übersetzt. Er ist seit 1967 mit Anneke van den Muyzenberg verheiratet und lebt als Autor und Kolumnist auf dem „Teylingerhof“ im südholländischen Warmond bei Leiden.

## Werke

### Romane
- als Martin Hart: Stenen voor een ransuil (= Steine für eine Waldohreule). De Arbeiderspers, Amsterdam 1971, ISBN 978-90-295-7953-7.
- Ik had een wapenbroeder (= Ich hatte einen Waffenbruder). De Arbeiderspers, Amsterdam 1973, ISBN 90-295-1870-7.
- Een vlucht regenwulpen. De Arbeiderspers, Amsterdam 1978, ISBN 978-90-295-2355-4.
  - Ein Schwarm Regenbrachvögel. Übersetzt von Waltraud Hüsmert. Suhrkamp, Frankfurt am Main 1988, ISBN 3-518-11418-2.
- De aansprekers. Roman van vader en zoon (= Die Ansprecher. Roman von Vater und Sohn). De Arbeiderspers, Amsterdam 1979, ISBN 90-295-1823-5.
  - Gott fährt Fahrrad oder Die wunderliche Welt meines Vaters. Übersetzt von Marianne Holberg. Arche, Zürich 2000, ISBN 3-7160-2272-1.
- De droomkoningin (= Die Traumkönigin). De Arbeiderspers, Amsterdam 1980, ISBN 90-295-1825-1.
- De kroongetuige (= Der Kronzeuge). De Arbeiderspers, Amsterdam 1983, ISBN 90-295-1887-1.
  - Die schwarzen Vögel. Übersetzt von Marianne Holberg. Arche, Zürich 1999, ISBN 3-7160-2252-7.
- De jacobsladder. De Arbeiderspers, Amsterdam 1986, ISBN 90-295-1956-8.
  - Die Jakobsleiter. Übersetzt von Gregor Seferens. Piper, München 2005, ISBN 3-492-27094-8.
- Het uur tussen hond en wolf (= Die Dämmerung / Die Stunde zwischen Hund und Wolf). De Arbeiderspers, Amsterdam 1987, ISBN 90-295-1969-X.
- De steile helling (= Der steile Hang). De Arbeiderspers, Amsterdam 1988, ISBN 90-295-1981-9.
  - Unter dem Deich. Übersetzt von Gregor Seferens. Piper, München 2013, ISBN 978-3-492-05573-4.
- Onder de korenmaat. De Arbeiderspers, Amsterdam 1991, ISBN 90-295-2045-0.
  - Unterm Scheffel. Übersetzt von Gregor Seferens. Piper, München 2011, ISBN 3-492-05409-9.
- Het woeden der gehele wereld. De Arbeiderspers, Amsterdam 1993, ISBN 90-295-2031-0.
  - Das Wüten der ganzen Welt. Roman mit Begleit-CD. Übers. Marianne Holberg. Arche, Zürich 1997, ISBN 3-7160-2299-3.
- De nakomer (= Der Nachkomme). De Arbeiderspers, Amsterdam 1996, ISBN 90-295-2074-4.
  - Die Netzflickerin. Übersetzt von Marianne Holberg. Arche, Zürich 1998, ISBN 3-7160-2237-3.
- De zonnewijzer. De Arbeiderspers, Amsterdam 2002, ISBN 978-90-413-3130-4.
  - Die Sonnenuhr oder das geheime Leben meiner Freundin Roos. Übersetzt von Marianne Holberg. Arche, Zürich 2003, ISBN 3-7160-2311-6.
- Lotte Weeda. De Arbeiderspers, Amsterdam 2004, ISBN 978-90-295-6301-7.
  - In unnütz toller Wut. Übersetzt von Gregor Seferens. Piper, München 2004 ISBN 3-492-04636-3.
- Het Psalmenoproer. De Arbeiderspers, Amsterdam 2007, ISBN 978-90-295-6408-3.
  - Der Psalmenstreit. Übersetzt von Gregor Seferens. Piper, München 2007, ISBN 978-3-492-04953-5.
- De vlieger. De Arbeiderspers, Amsterdam 2008, ISBN 978-90-295-7135-7.
  - Der Flieger. Übersetzt von Gregor Seferens. Piper, München 2008, ISBN 978-3-492-27155-4.
- Verlovingstijd (= Verlobungszeit). De Arbeiderspers, Amsterdam 2009, ISBN 978-90-295-7136-4.
  - Der Schneeflockenbaum. Übersetzt von Gregor Seferens. Piper, München 2010, ISBN 978-3-492-04634-3.
- Magdalena. De Arbeiderspers, Amsterdam, 2015.
  - Magdalena. Übersetzt von Gregor Seferens. Piper, München 3. Auflage 2017, ISBN 978-3-492-31020-8.
- De nachtstemmer. De Arbeiderspers, Amsterdam 2019, ISBN 978-90-295-4037-7
  - Der Nachtstimmer. Übersetzt von Gregor Seferens. Piper, München 2021, ISBN 978-3-492-07043-0.

### Erzählungen und Novellen
- De Zaterdagvliegers. De Arbeiderpers, Amsterdam 1981, ISBN 90-295-1827-8.
- De ortolaan. Als Novelle erschienen als Boekenweekgeschenk.
- De huismeester. De Arbeiderpers, Amsterdam 1985, ISBN 90-295-1949-5.
- De unster. De Arbeiderpers, Amsterdam 1989, ISBN  90-295-1982-7.
- Das Pferd, das den Bussard jagte. Übersetzt von Marianne Holberg. Arche, Zürich 2002, ISBN 978-3-7160-2295-5 (eine Auswahl von Erzählungen, die zwischen 1974 und 2001 in den Niederlanden veröffentlicht wurden, darin unter anderem Concerto Russe).
- De moeder van Ikabod en andere verhalen. De Arbeiderpers, Amsterdam 2016, ISBN 978-90-295-0565-9 (18 ersichtlich autobiografische Erzählungen).[4]
- So viele Hähne, so nah beim Haus. Übersetzt von Gregor Seferens. Piper Verlag, München 2019, ISBN 978-3-492-05913-8.

### Autobiografie
- Het roer kan nog zesmaal om. 1984.
  - Das Paradies liegt hinter mir. Meine frühen Jahre. Übersetzt von Gregor Seferens. Piper, München 2014, ISBN 978-3-492-05392-1.
- Magdalena. De Arbeiderspers, Amsterdam 2015.
  - Magdalena. Eine Familiengeschichte. Übersetzt von Gregor Seferens. Piper, München 2015, ISBN 978-3-492-05718-9.[5]

### Essays
- Ongewenste zeereis. 1979.
  - Eine unfreiwillige Seereise. Übersetzt vom Übersetzer-Workshop der Universität Oldenburg. Schlender, Göttingen 1985, ISBN 3-88051-068-7.
- Johann Sebastian Bach. 2000.
  - Bach und ich. Übersetzt von Maria Csollány. Arche, Zürich 2000, mit CD, ISBN 978-3-7160-2265-8.
- Mozart en de anderen. 2006.
  - Mozart und ich. Übersetzt von Gregor Seferens. Piper, 2006, ISBN 978-3-492-04858-3.
- De groene overmacht. 2012.
  - Die grüne Hölle. ISBN 978-3-492-31059-8

### Wissenschaftliche Studien
- Ratten. 1973.
- A study of a short term behaviour cycle. Creeping through in the three-spined stickleback. Dissertation an der Universität Leiden, 1978.

## Filme
- 1979: Nosferatu. Phantom der Nacht. Regie: Werner Herzog unter Mitarbeit von Maarten ’t Hart. Bundesrepublik Deutschland
- 1981: Der Flug der Regenvögel. Regie: Ate de Jong. Niederlande 1981[6] (niederländisch).
- 1993: Oog in oog (Auge in Auge). Fernsehproduktion, Niederlande
- 2005: Das geheime Leben meiner Freundin, Deutschland. Verfilmung von De Zonnewijzer (dt. Die Sonnenuhr). Regie: Walter Weber, mit Mariele Millowitsch, Jürgen Vogel, Victoria Trauttmansdorff, Peter Heinrich Brix
- 2006: Im Jahr 2006 erschien der Film Het woeden der gehele wereld. Regie Guido Pieters. Romanverfilmung von Das Wüten der ganzen Welt

## Tonträger
- Das Wüten der ganzen Welt. CD. Der Hörverlag, München 2005
- Die Netzflickerin. Arche, Zürich 1998
- Gott fährt Fahrrad oder Die wunderliche Welt meines Vaters. Audio-Kassetten. Parlando, Berlin 2001
- Concerto Russe. CD. (8 Erzählungen, alle sind auch enthalten in: Das Pferd, das den Bussard jagte), 2002
- Die schwarzen Vögel. CD. Der Hörverlag, München 2002
- In unnütz toller Wut. CD. Der Hörverlag, München, 2004
- Die Jakobsleiter. CD. Audiobuch, Freiburg i. Br. 2005
- Mozart und ich. CD. Audiobuch, Freiburg 2006
- Der Psalmenstreit. CD. Der Hörverlag, München 2007
- Der Flieger. CD. Audiobuch, Freiburg 2008
- Der Schneeflockenbaum. Gelesen von Max Volkert Martens. Hörbuch, Hamburg 2010

## Auszeichnungen
- 1975: Multatuli-Preis für Het vrome volk
- 1994: Gouden Strop (Niederlande), für Het woeden der gehele wereld. (dt.: Das Wüten der ganzen Welt.)
- 1994: Schwedischer Krimipreis (International), für Om så hela världen rasar. (Originaltitel: Het woeden der gehele wereld.)
- 2003: Ritter des Ordens vom Niederländischen Löwen
- 2003: Euregio-Schüler-Literaturpreis für Das Wüten der ganzen Welt
- 2014: Für eine Million verkaufte Exemplare seines Romans Een vlucht regenwulpen erhält der Autor das Diamanten Boek (Diamantene Buch).[7]
- 2025: P.C.-Hooft-Preis

## Dokumentationszentrum Maarten ’t Hart
Im Jahr 2009 wurde das Nationale Dokumentationszentrum Maarten ’t Hart (Nationaal Documentatiecentrum Maarten ’t Hart) in der Bibliothek von Maassluis eingerichtet. Alle vom Autor geschriebenen Werke, Hörbücher, Buchverfilmungen, Sekundärliteratur werden dort aufbewahrt. Die Website des Dokumentationszentrums liefert detaillierte Informationen wie Biografie, Bibliografie, Neuigkeiten rund um den Autor.